# Thomas Garnet
Thomas Garnet (Londra, 1575 circa – Tyburn, 23 giugno 1608) è stato un gesuita inglese; martirizzato sotto Giacomo I, è venerato come santo dalla Chiesa cattolica e ricordato come uno dei santi quaranta martiri di Inghilterra e Galles.

## Biografia
Thomas Garnet nacque a Southwark, borgo di Londra situato sulla riva opposta del Tamigi di fronte alla Città,
in un'importante famiglia dalla solida tradizione cattolica: suo padre Richard fu spesso perseguitato e multato. Il pagamento delle multe incise pesantemente sul suo patrimonio, ma non gli impedì di dare ai figli un esempio di attaccamento alla fede cattolica. Suo zio, Henry Garnet, fu il padre superiore dei Gesuiti in Inghilterra. Garnet studiò alla Collyer's School di Horsham (62 km a sud di Londra), prima di diventare paggio di uno dei fratellastri di Philip Howard, XX conte di Arundel. A sedici anni, come facevano molti giovani cattolici dell'epoca,  Garnet si trasferì nelle Fiandre per seguire gli studi adatti al suo Credo. Entrò nel nuovo Collegio di Saint-Omer, di cui fu uno dei primi studenti. 
Nel 1595 fu scelto, insieme a cinque compagni, per proseguire con gli studi al Collegio Inglese di Valladolid, dove avrebbe dovuto ricevere l'ordinazione sacerdotale. I cinque furono accompagnati dal superiore dei Gesuiti, William Baldwin, che si imbarcò sotto falso nome. Mentre faceva rotta verso la Spagna, la nave fu colpita da una tempesta e dovette tornare al porto di partenza, in Inghilterra. Fu perquisita dalle guardie, che trovarono i cinque giovani nella stiva. Non essendo ancora consacrati, non erano imputabili di alcun reato. Furono consegnati ciascuno ad un pastore protestante, il quale li doveva convertire all'anglicanesimo. Isolato nella casa del decano di Worcester, Garnet si ammalò ed ottenne di essere inviato presso la famiglia, a Londra. Durante il viaggio fece perdere le sue tracce e riuscì ad imbarcarsi per Valladolid (1596). 
Nel 1599 fu ordinato sacerdote e chiese immediatamente di essere inviato in missione in patria. Nel viaggio di ritorno fu accompagnato dal futuro martire Mark Barkworth, benedettino. Effettuò il suo apostolato in diversi villaggi aiutando le famiglie cattoliche a conservare la fede. Scelse come seconda identità il nome Thomas Rookwood. 
Nel settembre 1604 lo zio Henry lo accolse nella Compagnia di Gesù e gli annunciò di prepararsi per il noviziato, che avrebbe effettuato l'anno seguente nelle Fiandre. Il 5 novembre 1605 fallì la cosiddetta congiura delle polveri; lo Stato accusò (falsamente) i Gesuiti inglesi di aver cospirato contro il loro re. Henry e Thomas Garnet vennero arrestati e rinchiusi nella Torre di Londra. Per indurlo a rivelare fatti che potessero servire a condannare lo zio, Thomas fu interrogato dal Segretario di Stato in persona, Robert Cecil, il quale ordinò ai carcerieri di praticare su di lui diversi tipi di tortura, tra i quali lo schiacciamento dei pollici. Thomas non rivelò nulla (lo zio fu comunque accusato di alto tradimento e giustiziato il 3 maggio 1606). Fu tenuto in carcere duro per sette mesi e poi venne condannato all'esilio con altri sacerdoti. Un proclama di re Giacomo stabilì che se fossero tornati sul suolo inglese sarebbero stati tutti giustiziati.
Giunto nelle Fiandre, Thomas si recò prima al seminario di Saint-Omer, poi a Bruxelles, dove incontro William Baldwin, che aveva già incontrato Garnet durante lo sfortunato viaggio verso la Spagna nel 1595. Il superiore della congregazione lo inviò a Lovanio, dove svolse il noviziato. Nel settembre 1607 sbarcò in Inghilterra, conscio dei pericoli che avrebbe potuto correre. Sei settimane dopo incontrò Anthony Rouse, che aveva conosciuto anni prima come sacerdote cattolico. Invece Rouse aveva abiurato aderendo al protestantesimo e andò a segnalare Garnet alle autorità. Il gesuita fu arrestato e portato a Gatehouse; gli fu promessa la libertà se avesse giurato fedeltà alla monarchia e alle sue leggi. Avendo opposto un rifiuto, fu accusato di tradimento per essere stato ordinato sacerdote all'estero («Editto 27» di Elisabetta I) ed essere tornato dall'esilio. Di nuovo gli venne offerta la possibilità di salvarsi la vita prestando giuramento di fedeltà: Garnet chiese al giudice il permesso di pronunciare questa promessa solenne:
Non ebbe ancora finito di terminare che fu condannato a morte seduta stante. Il gesuita replicò:
Dopo oltre un anno di detenzione, il 23 giugno 1608 fu portato a Tyburn, dove venne eseguita la condanna per impiccagione. Garnet morì recitando l'inno Veni Creator Spiritus.
Anthony Rouse, che non era presente a Tyburn, col tempo si pentì amaramente del suo gesto. Fu perdonato e si trasferì nelle Fiandre in un collegio gesuita. 

## Culto
Thomas Garnet fu beatificato da Pio XI il 15 dicembre 1929 e fu canonizzato da Paolo VI il 25 ottobre 1970 nel novero dei Quaranta martiri inglesi e gallesi.

Alcune sue reliquie furono conservate a Saint-Omer, ma furono disperse nel corso della Rivoluzione francese.